# 挖掘

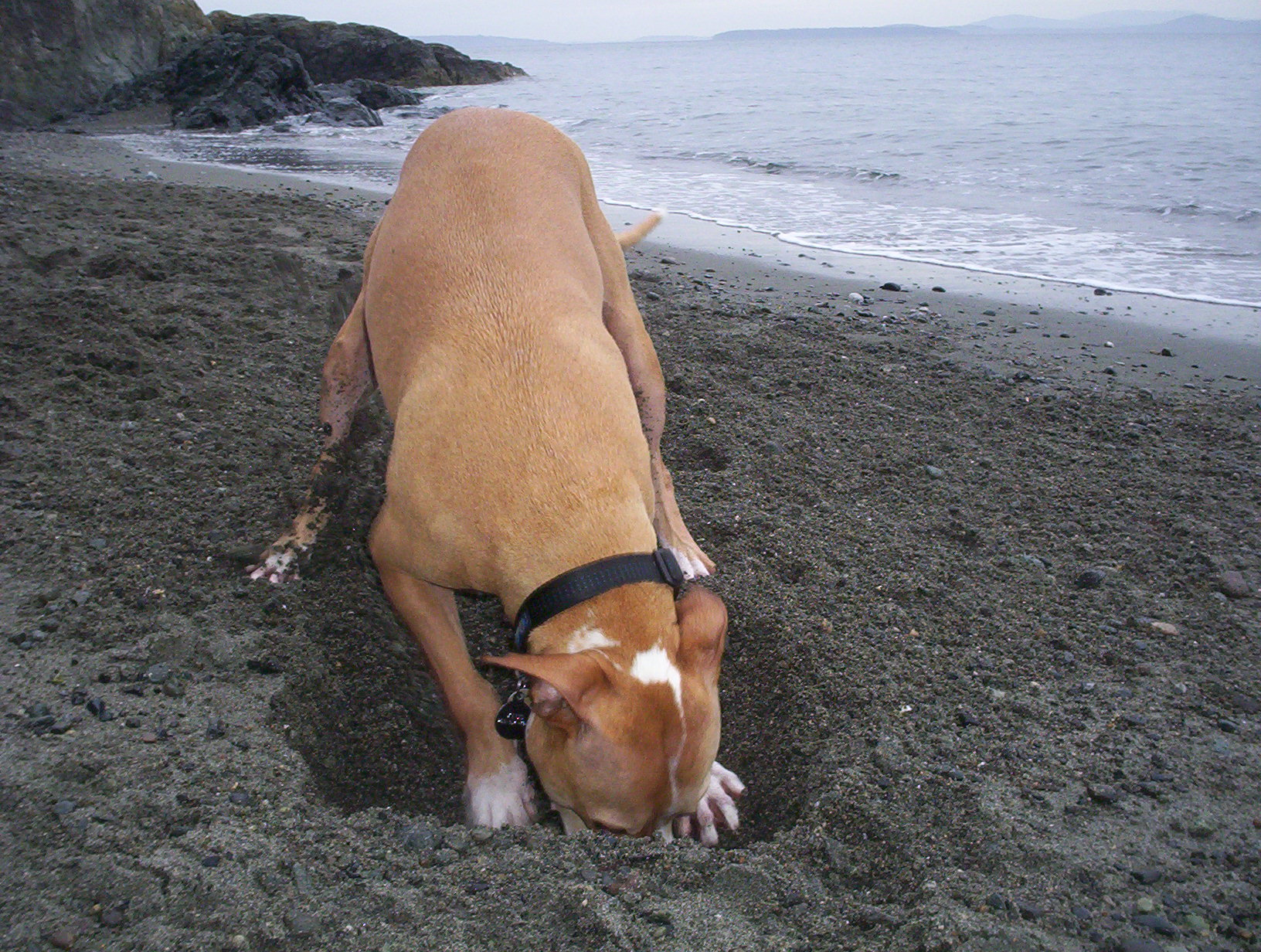
一只在沙滩上挖洞的狗。

挖掘是指人們或動物用一些工具（例如爪子、手、手动工具或重型動力機械）从固体表面（通常是地球表面的土壤或沙子）去除物質的过程。挖掘实际上是两个过程的结合，第一个是破坏或切割表面，第二个是移除和重新擺放挖出的物質。。挖掘工具就是用于破坏表面并立即将挖出的物質丟棄。
许多动物都會為寻找食物和水而挖掘以及挖洞對於人類來說，从事农业和园地栽培，為寻找矿物、金属和其他原材料而采矿和采石以及建筑施工、建造防御工事和灌溉，以及考古发掘、寻找古生物学和地质学中的化石、岩石以及土葬死者時都會涉及挖掘。